# Першиков, Фёдор Фёдорович
Фёдор Фёдорович Першиков (1909—1958) — участник Великой Отечественной войны, командир орудия 32-го полка (31-я стрелковая дивизия, 52-я армия, 2-й Украинский фронт), старший сержант. Герой Советского Союза (1944).

## Биография
Родился в 1909 году на хуторе Каменно-Бродский области Войска Донского (ныне Константиновский район Ростовской области).
Затем переехал с семьёй на жительство в город Шахты. Работал десятником на каменном карьере. Отсюда, из Шахт, ушёл в июне 1941 года на фронт.
Воевал артиллеристом в стрелковом полку. Участвовал в Сталинградской битве, форсировал Днепр. С октября 1943 года сражался в составе 32-артиллерийского полка 31-й стрелковой дивизии 52-й гвардейской армии (командарм Коротеев К. А.) на 2-м Украинском фронте, участвовал в освобождении Украины и Молдавии.
Командир орудия старший сержант Ф. Ф. Першиков вместе с расчётом 1 апреля 1944 года стойко оборонял рубеж в районе села Пырлица (Молдавская ССР), успешно отразил все вражеские контратаки, подбил 2 танка. Несколько раз водил бойцов в атаку. За это был удостоен звания Героя.
В одном из боёв под Бреслау, Першиков был тяжело ранен и отправлен в госпиталь. Затем был демобилизован и вернулся в родной город. Несмотря на инвалидность, Фёдор Фёдорович продолжал работать до последних дней свой жизни.
Умер 30 января 1958 года, похоронен в городе Шахты.

## Награды
- 13 сентября 1944 года вышел указ Президиума Верховного Совета СССР о присвоении звания Героя Советского Союза старшему сержанту Ф. Ф. Першикову за умело проведенный бой, героическую стойкость и мужество под Пырлицей.
- Награждён орденами Ленина, Отечественной войны 2-й степени, Славы 3-й степени, многими медалями.

## Память
- Памятник Першикову установлен на аллее Героев в городском парке города Шахты.